# 科隆比耶斯
科隆比耶斯（法語：Colombiès，法語發音：[kɔlɔ̃bjɛs]）是法国阿韦龙省的一个市镇，属于罗德兹区。

## 地理
科隆比耶斯（44°20'42"N, 2°20'17"E）面积55.23 平方千米，位于法国奧克西塔尼大區阿韦龙省，该省份为法国南部内陆省份，位于法國中央高原南部，北起顺时针与康塔爾省、洛泽尔省、加尔省、埃罗省、塔恩省、塔恩-加龙省和洛特省接壤。
与科隆比耶斯接壤的市镇（或旧市镇、城区）包括：贝尔卡斯泰勒、布萨克、卡斯塔内、迈朗、穆瓦拉泽斯、普雷万基耶尔、里约佩鲁、里尼亚克。

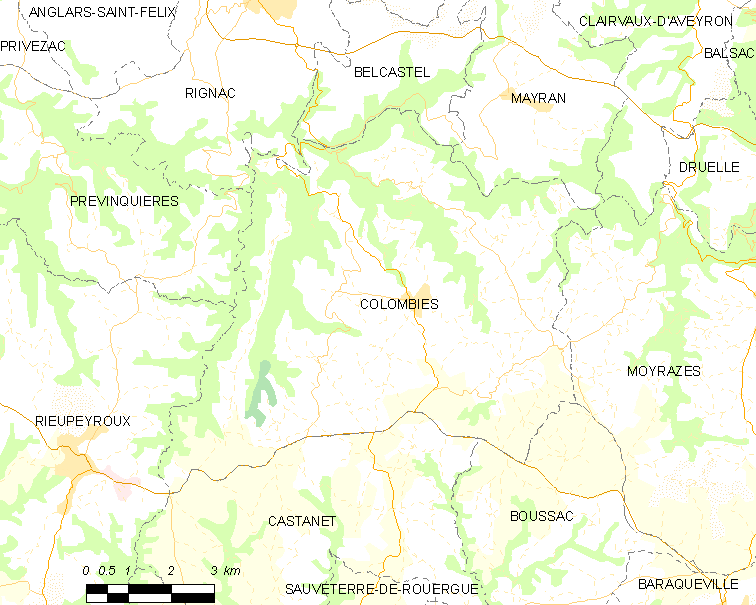
科隆比耶斯的OSM定位图

科隆比耶斯的时区为UTC+01:00、UTC+02:00（夏令时）。

## 行政
科隆比耶斯的邮政编码为12240，INSEE市镇编码为12068。

## 政治
科隆比耶斯所属的省级选区为塞奥尔-塞加拉县。

## 人口

1962-2008年间科隆比耶斯人口变化图示

科隆比耶斯于2022年1月1日时的人口数量为880人。